# Uvarus
Uvarus är ett släkte av skalbaggar. Uvarus ingår i familjen dykare.

## Dottertaxa tillUvarus, i alfabetisk ordning[1]
- Uvarus absconditus
- Uvarus alluaudi
- Uvarus amandus
- Uvarus andreinii
- Uvarus angustulus
- Uvarus baoulicus
- Uvarus barombicus
- Uvarus betsimisarakus
- Uvarus binaghii
- Uvarus caprai
- Uvarus captiosus
- Uvarus chappuisi
- Uvarus costaricensis
- Uvarus densepunctatus
- Uvarus devroyei
- Uvarus ejuncidus
- Uvarus elotus
- Uvarus falli
- Uvarus fastuosus
- Uvarus flavicans
- Uvarus gereckei
- Uvarus granarius
- Uvarus gschwendtneri
- Uvarus ibonum
- Uvarus infimus
- Uvarus inflatus
- Uvarus lacustris
- Uvarus lanzai
- Uvarus laurentius
- Uvarus limicola
- Uvarus livens
- Uvarus lorenzoi
- Uvarus lutarius
- Uvarus magensis
- Uvarus mauritiensis
- Uvarus medleri
- Uvarus miser
- Uvarus nigeriensis
- Uvarus nubilus
- Uvarus occultus
- Uvarus omalus
- Uvarus omichlodes
- Uvarus osserensis
- Uvarus pearsonae
- Uvarus peringueyi
- Uvarus pictipes
- Uvarus pinheyi
- Uvarus poggii
- Uvarus quadrilineatus
- Uvarus quadrimaculatus
- Uvarus retiarius
- Uvarus rivulorum
- Uvarus rogersi
- Uvarus satyrus
- Uvarus sechellensis
- Uvarus spretus
- Uvarus straeleni
- Uvarus subornatus
- Uvarus subtilis
- Uvarus suburbanus
- Uvarus taitii
- Uvarus texanus
- Uvarus ugandae
- Uvarus vagefasciatus
- Uvarus venustulus